# Wsiewołod II Olegowicz
Wsiewołod II Olegowicz (ukr.: Всеволод II Ольгович) (?–1146) – książę czernihowski (1127–1139) i wielki książę Kijowa (1139-1146).
Był synem księcia czernihowskiego Olega Światosławowicza, bratem Igora II Olegowicza i Światosława Olegowicza.
Z żoną Marią, córką wielkiego księcia Mścisława kijowskiego miał dwóch synów i dwie córki:
- Światosław III czernihowski (zm. 1194), książę kijowski
- Jarosław Wsiewołodowicz (1139–1198), książę czernichowski
- Anna czernihowska, według niektórych źródeł wydana za księcia galicyjskiego
- Zwinisława Wsiewołodowna, żona Bolesława I Wysokiego, księcia wrocławskiego

Przez cały okres panowania wierny sojusznik Władysława II Wygnańca. Wspomagał go w walce z juniorami oraz otrzymywał od niego pomoc w wojnie z Iziasławem II, księciem wołyńskim z linii Monomachowiczów.
Choć miał dwóch synów na następcę wskazał swojego brata, Igora. Skłonił poddanych, by złożyli przysięgę na wierność Igorowi. Krótko przed śmiercią został mnichem, przybierając imię zakonne Gabriel.
Rozpoczął budowę monasteru św. Cyryla w Kijowie, który ukończyła po jego śmierci żona Maria.